# Ковальчук Мирон Степанович
Ковальчук Мирон Степанович (18 серпня 1964, м. Львів) — український вчений-літолог, фахівець з мінералогії розсипного золота, геології кір вивітрювання та розсипів золота, ільменіту, циркону,  доктор геологічних наук, професор.

## Біографія
Закінчив Львівський університет (1989).
Наукову діяльність М. С. Ковальчук почав у 1984 році з роботи за сумісництвом у науково-дослідній частині Львівського державного університету імені Івана Франка.
У 1986—1987 роках працював геологом 1 категорії в Чернишевській та Ботуобінській Геолого-розвідувальних експедиціях (Якутія)
У 1989 році закінчив геологічний факультет Львівського державного університету імені Івана Франка за спеціальністю геохімія та отримав кваліфікацію інженер-геохімік. 
В Інституті геологічних наук Національної академії наук з 1989 року.
У 1991—1992 роках працював (за сумісництвом) геологом металогенічної партії ДГП «Геопрогноз».
У 1993 році захистив кандидатську дисертацію на тему «Літологія нижньокрейдових континентальних відкладів північного схилу центральної частини Українського щита та умови утворення в них розсипищ важких мінералів» зі спеціальності 04.00.21 — літологія.
У 1996 році отримав вчене звання — старший науковий співробітник зі спеціальності 04.00.21 — літологія.
У 2003 році захистив докторську дисертацію на тему «Золото в осадових комплексах України» зі спеціальності 04.00.21 — літологія.
У 2014 році отримав вчене звання професора зі спеціальності 04.00.21 — літологія.
Науково-педагогічна діяльність Ковальчука М. С. пов´язана з Національним авіаційним університетом, де він пройшов шлях від доцента до професора і завідувача кафедри. Зокрема, з вересня 2001 року по липень 2017 року працював (на засадах сумісництва) у Національному авіаційному університеті на посадах доцента кафедри аеропортів, кафедри землевпорядкування і кадастру та професора кафедри реконструкції аеропортів та автошляхів, кафедри землевпорядних технологій, завідувача і професора кафедри землеустрою та кадастру.
На підставі договору з «Держгеокадастром» з 2015 по 2017 рр.. М.С. Ковальчук здійснював керівництво і проведення курсів підвищення кваліфікації сертифікованих інженерів-землевпорядників на базі Навчально-наукового інституту неперервної освіти НАУ.
Під час викладацької діяльності М.С. Ковальчук здійснював викладання навчальних дисциплін «Інженерна геологія та вишукування», "Інженерна геологія та основи механіки грунтів", «Геологія і геоморфологія», "Геологія з основами геоморфології",  «Основи ґрунтознавства та ландшафтознавства», «Моніторинг та охорона земель», «Методологія наукових досліджень»; поповнив  експозицію кабінету геології та грунтознавства; організовував і проводив загальноуніверситетські та кафедральні науково-практичні семінари, започаткував (з 2015 р. на кафедрі землеустрою та кадастру НАУ) щорічну Всеукраїнську науково-практичну конференцію студентів, аспірантів та молодих учених «Сучасні технології землеустрою, кадастру та управління земельними ресурсами», здійснював керівництво дипломними роботами бакалаврів, спеціалістів і магістрів, брав участь  у роботі Державних екзаменаційних комісій.
З вересня 2018 року по червень 2020 року М.С. Ковальчук - професор кафедри  геоінформатики Навчально-наукового інституту «Інститут геології» Київського національного університету імені Тараса Шевченка. Викладав навчальні дисципліни «Загальне землезнавство», "Науково-дослідницький практикум за спеціалізацією (геоінформатика і оцінка землі та нерухомого майна)", "Грунтознавство", "Грунтознавча зйомка та картографування грунтів", «Геологічна інтерпретація матеріалів дистанційного зондування Землі».
З вересня 2018 року по теперішній час М.С. Ковальчук на засадах сумісництва - професор кафедри географії природничого факультету Українського державного університету імені Михайла Драгоманова. Викладає навчальні дисципліни "Геологія", "Геоморфологія", "Антропогенна геоморфологія", "Географічна експертиза","Екологічна гідрологія". 
Проводить зі студентами польові навчальні практики з геології і геоморфології. Здійснює керівництво кваліфікаційними роботами освітнього сткпеня бакалавр і магістр. Голова Екзаменаційних комісій з проведення підсумкової атестації випускників кафедри географії природничого факультету Українського державного університету імені Михайла Драгоманова на денній формі навчання освітнього ступеня бакалавр і магістр. 
За безпосередньої участі (створення алгоритму експозиції музею, наповнення експозиції експонатами) Мирона Ковальчука в Українському державному університеті імені Михайла Драгоманова створено «Геологічний музей» урочисте відкриття якого відбулося 27 вересня 2022 року.  
З квітня 2014 року по теперішній час Ковальчук М.С. завідувач відділу літології Інституту геологічних наук Національної Академії Наук України.
М.С. Ковальчук – член Спілки геологів України, Наукового товариства  імені Шевченка та Українського мінералогічного товариства, в діяльності якого бере активну участь
спочатку як член; у 2006-2011 рр. – як член Ради Українського мінералогічного товариства, а з вересня 2017 р. – як віце-президент. 
Мирон Степанович є заступником головного редактора періодичного наукового журналу «Записки Українського мінералогічного товариства», регулярно бере активну участь у наукових читаннях імені академіка Євгена Лазаренка, а також в організації й проведенні науково-практичної конференції «Мінерально-сировинні багатства України: шляхи оптимального використання», яка щорічно проводиться в музеї коштовного і декоративного каміння (с.м.т. Хорошів).
М.С. Ковальчук понад 10 років брав активну участь у профспілковому житті ІГН НАН України, НАН України та Києва. Він був Головою профспілки ІГН НАН України, заступником голови (на громадських засадах) Київського регіонального комітету профспілки працівників НАН України, членом ЦК Профспілки працівників НАН України, членом Київської міської ради профспілок. За багаторічну плідну роботу у профспілці, високий професіоналізм, значний особистий внесок у зміцнення профспілкового руху Мирон Степанович нагороджений грамотами вказаних організацій та медаллю профспілки працівників НАН України «За профспілкову діяльність».
Основні напрямки наукової діяльності: літогенез та осадовий рудогенез; геологія розсипів золота, ільменіту, циркону, монациту; літогенетична геохімія, мінералогія, біомінералогія золота і міді; регіональна, генетична та прикладна мінералогія та геохімія золота і міді; геолого-генетичне моделювання осадових формаційних одиниць; моніторинг та охорона земель, ретроспективний моніторинг місць видобування корисних копалин засобами дистанційного зондування Землі.

## Членство у наукових радах, спеціалізованих вчених радах, експертних комісіях, редакційних колегіях, наукових товариствах
- учений секретар (1995-2000 р.р.) державної науково-технічної програми 04.13 "Ресурси енергетичної сировини, рудних і нерудних корисних копалин "Державного комітету України з питань науки і техніки і промислової політики, Міністерства освіти і науки України;
- член Вчених рад Інституту геологічних наук НАН України (з 2003 р. по теперішній час) та Навчально-наукового інституту Екологічної безпеки Національного авіаційного університету (2013-2017 роки);
- член спеціалізованих Вчених рад Д 26.162.04 (2004 р. по теперішній час) при Інституті геологічних наук НАН України; Д 35.152.01 при Інституті геології і геохімії горючих копалин НАН України (2009- 2012 р.р.); Д 26.203.01 при Інституті геохімії, мінералогії та рудоутворення ім. М.П. Семененка НАН України (2019 р. по теперішній час);
- член експертної Ради з геологічних наук Вищої Атестаційної комісії України (2004-2010 р.р.);
- член експертної ради з питань проведення експертизи дисертаційних робіт Міністерства освіти і науки України з геологічних та географічних наук (з 2012 р. по 2020 р.);
- член секції за фаховим напрямом 22 «Науки про Землю» Наукової ради Міністерства освіти і науки України (2015-2019 рр);
- член редакційної колегії фахових видань МОН «Вісник львівського університету (серія геологічна)», «Мінералогічний збірник», «Геохімія та рудоутворення», «Пошукова та екологічна геохімія»; «Тектоніка та стратиграфія», а також наукових видань «Геологія і рудоносність України», «Записки Українського мінералогічного товариства»;
- член спілки геологів України;
- член наукового товариства імені Шевченка;
- член Ради Українського мінералогічного товариства у 2006-2011 роках та з 2017 року по теперішній час;
- віце-президент Українського мінералогічного товариства з вересня 2017 року.

## Науковий доробок
Автор і співавтор понад  300 наукових публікацій, із них 3 колективні монографії, 10 навчально-методичних видань, 2 навчальних посібника.

### Монографії
- Лаверов Н. П., Гожик П. Ф., Хрущев Д. П., Лаломов А. В., Чижова И. А., Ковальчук М.С., Ремезова Е. П., Чефранов Р. М., Бочнева А. А., Василенко С. П., Кравченко Е. А., Свивальнева Т. В., Крошко Ю. В. Цифровое структурно-литологическое геолого-динамическое моделирование месторождений тяжелых минералов. — Киев-Москва, 2014. — 236 с.

- Матковський О., Білоніжка П., Возняк Д., Дяків В., Ковальчук М., Наумко І., Попп І., Семененко В., Скакун Л., Сливко Є., Словотенко Н., Степанов В., Ціхонь С., Кріль С. Мінерали Українських Карпат. Процеси мінералоутвореня. — Львів: ЛНУ імені Івана Франка, 2014. — 584 с.

- Хрущев Д. П., Ковальчук М. С., Ремезова Е. А., Лаломов А. В., Цымбал С. Н., Босевская Л. П., Лобасов А. П.,. Ганжа Е.А, Дудченко Ю. В.,Крошко Ю. В. Структурно-литологическое моделирование осадочных формаций. — Киев: Изд. «Интерсервис», 2017. — 352 с., 202 илл., 16 табл., библ. — С. 340—350.

### Навчальні посібники
1. Ковальчук М.С. Геологія і геоморфологія: навч. посіб. / М.С. Ковальчук, У.С. Довгінка. – К.: НАУ, 2017. – 236 с. 
2. Ковальчук М.С. Геологія і геоморфологія (геологічні процеси): навч. посібн. – Київ: НАУ, 2018. – 148 с.

### Найбільш вагомі наукові результати
1. Для території України виявлено зв'язок золотоносності з різновіковими, різногенетичними літофаціальними і фаціальними комплексами, особливостями їх будови, літологічного складу;
2. Визначено структурно-тектонічний, стратиграфічний розподіл золотовмісних осадових відкладів в межах території України;
3. Виокремлено генетичні типи та епохи формування золотовмісних осадових утворень на території України;
4. Виокремлено перспективні на виявлення золота літолого-стратиграфічні рівні та осадові формаційні одиниці в межах території України.
5. Досліджено гранулометрію, морфологію, мікроморфологію поверхні і хімічний склад золота з різновікових осадових утворень України та виявлено нові та незвичайні за цими показниками зерна золота;
6. Напрацьовано гранулометричну та морфогенетичну класифікації золота з осадових відкладів України.
7. Досліджено трансформацію морфології і хімічного складу самородного золота у флювіальній обстановці.
8. Досліджено літогенетичні перетворення поліхронних і полігенних золото і мідьвмісних осадових утворень України та з'ясовано для них причинно-наслідковий зв'язок літогенезу і осадового рудогенезу.
9. Створено геолого-генетичні моделі з цифровим структурно-літологічні наповненням для найбільш перспективних золотоносних осадових формаційних одиниць України.
10. Створено геолого-генетичні моделі з цифровим структурно-літологічні наповненням для розсипів монациту, циркону, ільменіту в межах Українського щита.
11. Створено геолого-генетичні моделі з цифровим структурно-літологічні наповненням для родовищ елювіальних каолінів в межах Українського щита.
12. Обґрунтовано необхідність створення «Літологічного кодексу України» та розкрито його зміст і основне призначення.

## Нагороди та відзнаки
Почесна грамота Міністерства освіти і науки України за значний внесок у розвиток науки і активну співпрацю з Міністерством освіти і науки України;
Подяка Вищої Атестаційної Комісії України за активну участь в діяльності експертної ради з геологічних наук та вагомий внесок у державну систему атестації наукових кадрів України;
Відзнака Національного авіаційного університету «Подяка ректора»;
Почесна грамота Президії Національної академії наук України та Центрального комітету профспілки працівників НАН України за багатолітню плідну, наукову, науково-організаційну і педагогічну працю та вагомий особистий внесок у розвиток літологічних досліджень;
Медаль профспілки працівників НАН України «За профспілкову діяльність»;
Грамота Київської міської ради профспілок;.
Грамота  в.о. ректора     Запорізького національного Університету «За плідну працю та якісне  проведення експертизи проектів у галузі наук про Землю»;
Подяка проректора з навчально-методичної роботи Національного педагогічного університету ім. М.П. Драгоманова за участь у виїзній навчально-науковій екскурсії до заповідника «Базальтові стовпи» і цікаву змістовну розповідь для студентів факультету природничо-географічної освіти та екології;
Медаль ГО «Спілка геологів України» «За заслуги» ІІІ ступеня.
Медаль ГО «Спілка геологів України» «За заслуги» ІІ ступеня.
Подяка ДУ «Музей коштовного та декоративного каміння».за багаторічну активну участь в організації та проведенні науково-практичної конференції «Мінерально-сировинні багатства України: шляхи оптимального використання» 
Медаль «185 років Національному педагогічному університету ім. М.П. Драгоманова»